# Jablunkovské mezihoří
Jablunkovské mezihoří (slovensky: Jablunkovské medzihorie, polsky: Międzygórze Jabłonkowskie, německy: Jablunkauer Bergland) je pohoří a geomorfologický celek v Západních Beskydech ležící na hranicích Česka, Slovenska a Polska.

## Geografie
Na severu hraničí pohoří se Slezskými Beskydy od nichž je odděluje údolí Olše. Na východě hraničí s Żywieckými Beskydy, na jihu je údolím Čierňanky odděleno od Kysuckých Beskyd. Na jihozápadě přechází do Turzovské vrchoviny. Na západě je Jablunkovským průsmykem odděleno od Moravskoslezských Beskyd. Na severozápadě se svažuje do Jablunkovské brázdy.
Většina Jablunkovského mezihoří leží na území Slovenska. Nejvyšším vrcholem je Kykuľa (844 m n. m.) ležící na slovensko-polské hranici.
Rozloha české části je pouhých 26 km2, což z něj činí nejmenší pohoří v Česku. Nejvyšší horou české části pohoří je 840 m vysoká Girova, další hory uvádí Seznam vrcholů v Jablunkovském mezihoří. V Polsku pohoří netvoří samostatnou geomorfologickou jednotku, ale je považováno za blíže neurčenou část Slezských Beskyd.
Jablunkovským mezihořím prochází hlavní evropské rozvodí. Sever a severozápad je odvodňován Olší a Lomnou, patřícími do povodí Odry. Jih je odvodňován Čierňankou, která ústí do Kysuce a patří do povodí Dunaje. Východní část pohoří je odvodňována Sołou, která patří do povodí Visly.